# Herk (vattendrag i Belgien)
Herk är ett vattendrag i Belgien.   Det ligger i provinsen Limburg och regionen Flandern, i den centrala delen av landet, 60 km öster om huvudstaden Bryssel.
Omgivningarna runt Herk är en mosaik av jordbruksmark och naturlig växtlighet. Runt Herk är det tätbefolkat, med 266 invånare per kvadratkilometer.